# Мунтень (Ясси)
Мунтень, Мунтені (рум. Munteni) — село у повіті Ясси в Румунії. Входить до складу комуни Белчешть.
Село розташоване на відстані 329 км на північ від Бухареста, 38 км на північний захід від Ясс.

## Населення
За даними перепису населення 2002 року у селі проживали 1194 особи, усі — румуни. Усі жителі села рідною мовою назвали румунську.